# Facundo Quiroga (periodista)
Juan Facundo Quiroga (Don Torcuato, Provincia de Buenos Aires, Argentina, 20 de abril de 1982), más conocido como Facundo Quiroga, es un periodista deportivo argentino y relator de fútbol y rugby. Actualmente trabaja para ESPN.

## Biografía
Facundo Quiroga nace en Don Torcuato, una pequeña ciudad de la Provincia de Buenos Aires, Argentina. Allí estudió en el Instituto Marcelo Torcuato de Alvear, de donde se graduó en 1999 con 17 años. Al año siguiente ingresó a cursar al Círculo de Periodistas Deportivos de Buenos Aires, una reconocida escuela de periodismo que ha tenido notables egresados como su colega de ESPN Miguel Simón. De allí egresó en el año 2002 y posteriormente añadió a sus estudios dos títulos de la Universidad Católica Argentina, que son un curso FIFA especializado en management y derecho deportivo en 2014 y un diplomado en marketing deportivo en 2015.

### Inicios en el periodismo
Desde 1995, cuando seguía en el colegio, empezó a añadir experiencias periodísticas a su carrera que iniciaba en aquel entonces. Comenzó en la emisora local FM 105.1 dónde inicialmente formó parte del programa 'Deportivas en FM' y un año más tarde llevó adelante su propio ciclo llamado 'Todos los días Deporte', el cual condujo por 10 años. Desde 1997 se desempeñó en la misma emisora como comentarista y más tarde como relator de fútbol (se inició en la actividad de la narración con tan solo 15 años). En 1998 comenzó a trabajar en la señal América Sports, donde realizó relatos de Futsal y trabajó como periodista de campo de juego para partidos del fútbol argentino de ascenso.

### Llegada a los medios masivos
Por 5 meses en 2001 trabajó para la secretaría de prensa de la Asociación del Fútbol Argentino para la Copa Mundial de Fútbol Sub-20 de 2001. En el año 2005 fue comentarista de 'Fútbol 5 de las Estrellas' para la Televisión Pública Argentina. En 2006 se sumó como editor responsable del portal RugbyTime, que lideró hasta el 2016. En 2004 ingresó a la emisora Rock and Pop como coconductor del programa 'Jugala q' es Gratis' y responsable de deportes del ciclo, donde permaneció hasta el 2011. Brevemente en paralelo, en 2010 se convirtió en redactor del grupo de revistas del diario La Nación, donde hasta 2012 colaboró en distintas publicaciones. En 2012 inició su labor en la radio Vorterix, donde estuvo hasta 2016 como coconductor y responsable de deportes del segmento llamado 'Cuchillo entre los Dientes'. En 2016 se unió a la empresa ESPN donde se desempeña actualmente.

### ESPN
Ingresó a la cadena deportiva internacional ESPN en 2016. Allí se desempeña como relator deportivo. Se ha caracterizado por su versatilidad relatando una gran variedad de deportes. Ha realizado transmisiones de fútbol, tenis, y rugby, además de contar con varias apariciones en el programa estelar de este deporte llamado 'ESPN Scrum' y en el noticiero del canal 'Sportscenter'.

### Fútbol
Ha relatado partidos de múltiples ligas de Europa como la UEFA Champions League y la UEFA Europa League, además de distintos torneos internacionales como la Premier League de Inglaterra, la Serie A (Italia), la Primera División de España (La Liga), la Bundesliga (Alemania) y la Ligue 1 de Francia entre otras importantes competencias. Allí ha compartido aire con comentaristas de renombre como Vito De Palma, Walter Vargas, Andrés Marocco, Francisco Cánepa y Marcelo Espina, entre otros.

### Rugby
Además de narrar distintos torneos de nivel mundial como la Copa del Mundo de Rugby, la Copa del Mundo de Rugby 7 y el Rugby Championship, también relata habitualmente torneos domésticos de prestigio internacional como el Super Rugby, la Premiership y el Top 14. Además, desde hace varias temporadas es la voz del SVNS narrando tanto la Serie Mundial Masculina de Rugby 7 como la Serie Mundial Femenina de Rugby 7. 

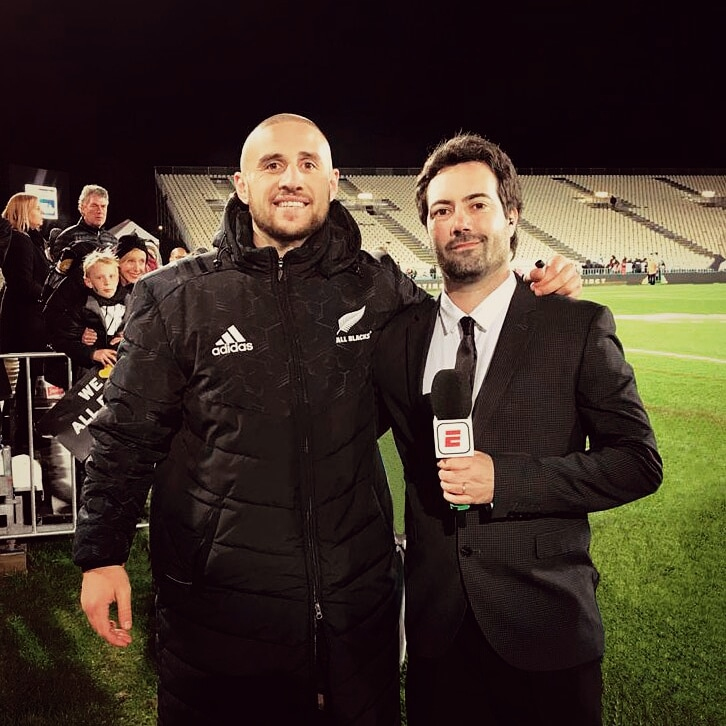
Facundo Quiroga junto a TJ Perenara

Sumado a esto, ha realizado coberturas vinculadas al rugby en países como Nueva Zelanda, Australia y Sudáfrica. 
Ha participado también de las transmisiones para el sistema SAP realizando transmisiones de rugby con la nueva iniciativa de ESPN, que consiste en el llamado Relato Alternativo, diseñado para personas con discapacidad visual.

## Vida personal
Facundo Quiroga vive en Martínez, una pequeña ciudad del Gran Buenos Aires ubicada en el partido de San Isidro, localidad que también aloja los estudios centrales de ESPN en Argentina.